# Jacqueline Boyer
Jacqueline Boyer (23 d'abril de 1941, París, França) és una cantant francesa, filla de Jacques Pills i Lucienne Boyer.

## Biografia
El 1960 va guanyar el Festival de la Cançó d'Eurovisió representant França amb el tema "Tom Pillibi", amb música d'André Popp i lletra de Pierre Cour. Va fer una gran carrera a Alemanya, on va gravar dos àlbums en alemany, i col·laborant amb diverses emissions a televisió, abans de fer un tour pel Japó, Anglaterra i els Estats Units amb Charles Aznavour.
El 1970 va aparèixer amb Charles Trénet a l'Olympia. Temps després, víctima d'un greu accident, va haver de deixar de cantar durant uns anys, i el 1979 se'n va anar als Estats Units. Després va fer una gira amb el pseudònim de Barbara Benton i va interpretar la cançó "Life is new", tot i que sense gaire èxit. El 2005 va deixar Neuilly, on vivia, i va instal·lar-se a París, al sector de Saint-Gaudens.